# Pastificio Rana
Pastificio Rana S.p.A. è un'azienda alimentare italiana fondata nel 1961 da Giovanni Rana a San Giovanni Lupatoto. È specializzata nella produzione di pasta fresca, pasta ripiena, sughi e piatti pronti.

## Storia

### Le origini
Giovanni Rana, nato nel 1937, a undici anni va a lavorare come garzone a San Giovanni Lupatoto, nel panificio dei due fratelli. Nel 1960, quando i fratelli si separano, fonda, all'età di 23 anni, un piccolo laboratorio, sempre a San Giovanni Lupatoto, per la produzione a mano di tortellini e tagliatelle. La produzione, artigianale, è su ordinazione.

### Lo sviluppo
La crescente richiesta porta Giovanni Rana ad avviare, il 28 marzo 1962, la prima industrializzazione della produzione, dando vita al vero e proprio Pastificio Rana. 
Negli anni '70 e '80, il Pastificio Rana conosce un'espansione significativa, anche grazie a campagne pubblicitarie in cui il fondatore compare come testimonial della stessa azienda.

### Il successo internazionale
Sotto la guida di Gian Luca Rana, figlio di Giovanni e attuale Amministratore Delegato, il Pastificio Rana consolida la sua leadership in Italia e avvia una strategia di internazionalizzazione, in particolare con l'espansione negli Stati Uniti d'America, aprendo un sito produttivo a Chicago nel 2019.